# Aseleben
Aseleben er en kommune i landkreis Mansfeld-Südharz i den tyske delstat Sachsen-Anhalt.
Aseleben ligger på sydbredden af Süßer See ca. 10 km sydøst for Eisleben.
Kommunen hører under Verwaltungsgemeinschaft Seegebiet Mansfelder Land som har sin administration i Röblingen am See.